# Hydroglyphus inconstans
Hydroglyphus inconstans är en skalbaggsart som först beskrevs av Régimbart 1892.  Hydroglyphus inconstans ingår i släktet Hydroglyphus och familjen dykare. Inga underarter finns listade i Catalogue of Life.